# Hart-Rouge
Hart-Rouge es un cuarteto de músicos canadienses formado inicialmente por cuatro hermanos de Willow Bunch Saskatchewan, Michelle Campagne, Paul Campagne, Suzanne Campagne y Anette Campagne, que abandonó el grupo en 1995. Con un estilo de música tradicional que mezcla el folk, el rock y el jazz, cantan y componen en francés y en inglés; sus temas recogen la música popular de raíz franco-canadiense de Quebec y Acadia, y la música cajún de la antigua Luisiana francesa, interpretadas con una especial riqueza de armonías vocales e instrumentación tradicional. De manera paralela, el grupo ha desarrollado y grabados diferentes trabajos de investigación y recuperación de folclore infantil canadiense.

## Historia
Reunidos a partir de 1983 en el grupo Folle Avoine, los hermanos Aline, Annette, Carmen, Michelle, Paul y Solange Suzanne Campagne, habitantes de Willow Bunch en el estado de Saskatchewan, tres años después Annette, Michelle, Paul y Suzanne se profesionalizaron con el nombre de Hart-Rouge, nombre de una planta que fumaban los Metis, primitiva tribu del Oeste de Canadá.
Establecidos en Quebec, el grupo participó en la década de 1980 en las reuniones musicales del Festival de La Rochelle, en Francia, el Festival Internacional de Luisiana, el Festival de Verano de Quebec y el Festival Internacional de la Canción de Sopot en Polonia donde ganó un premio especial del jurado.
Publicaron su primer álbum, Hart-Rouge, en 1988, al que seguirían otros ocho
hasta el año 2000. En 1995, Annette dejó la banda para seguir una carrera en solitario. En julio de 1996 participaron en el Festival Internacional de Jazz de Montreal dentro de un trabajo coral de gospel con The Witness for Christ Choir de Kentucky, dirigido por Keith Hunterel. También participaron en el álbum dedicado a Bob Dylan "A nod to Bob", publicado en 2001, con una versión en francés del tema With God On Our Side. 

## Componentes
- Michelle Campagne: voz, guitarra acústica, acordeón
- Paul Campaña: voz, guitarra acústica, bajo, violín, guitarra eléctrica
- Suzanne Campagne: voz
- y Annette Campagne: voz (entre 1986-1995)

## Discografía
- 1988: Hart-Rouge
- 1990: Inconditionnel
- 1992: Le dernier mois de l'année
- 1993: Blue Blue Windows
- 1994: La fabrique
- 1995: Bonsoir Québec
- 1997: Beaupré's Home
- 1998: Nouvelle-France
- 1998: Une histoire de famille
- 2001: J'ai fait un rêve

### Compartidos
- 1995: Keith Hunter and the Witness for Christ Gospel Choir
- 2005: The Rough Guide to the Music of Canada

### Sellos discográficos
- Red House Records, Trafic, MCA Records Canada, La montagne secrète.